# Joaquín Ramírez y Sesma
Joaquín Ramírez y Sesma (1796 - maio de 1839) foi um general de brigada no exército mexicano do século XIX. Participou da guerra de independência do México em várias rebeliões internas no país, ordenou a sentença para executar Vicente Guerrero e lutou contra os rebeldes durante a guerra de independência do Texas.